# Kelly Preston
Kelly Preston Travolta (n. 13 octombrie 1962, Hawaii, SUA – d. 12 iulie 2020, Clearwater, Florida, SUA) a fost o actriță americană.

## Filmografie
- 10 to Midnight (1983)
- Metalstorm: The Destruction of Jared-Syn (1983)
- Christine (1983)
- Mischief (1985)
- Secret Admirer (1985)
- SpaceCamp (1986)
- 52 Pick-Up (1986)
- Amazon Women on the Moon (1987)
- A Tiger's Tale (1988)
- Love at Stake (1988)
- Spellbinder (1988)
- Twins (1988)
- The Experts (1989)
- Run (1991)
- The Perfect Bride (1991) (TV)
- Only You (1992)
- The American Clock (1993) (TV)
- Cheyenne Warrior (1994)
- Love Is a Gun (1994)
- Double Cross (1994)
- Mrs. Munck (1995)
- Little Surprises (1995) (TV)
- Waiting to Exhale (1995)
- Citizen Ruth (1996)
- Curdled (1996)
- Jerry Maguire (1996)
- Addicted to Love (1997)
- Nothing to Lose (1997)
- Off the Menu: The Last Days of Chasen's (1997) (documentar)
- Holy Man (1998)
- Junket Whore (1998) (documentar)
- Jack Frost (1998)
- For Love of the Game (1999)
- Battlefield Earth (2000)
- Welcome to Hollywood (2000) (documentar)
- Daddy and Them (2001)
- View from the Top (2003)
- What a Girl Wants (2003)
- The Cat in the Hat (2003)
- Eulogy (2004)
- Return to Sender (2004)
- Sky High (2005)
- Broken Bridges (2006)
- Death Sentence (2007)
- Medium (2008) (TV) (4 episoade)
- The Tenth Circle (2008) (TV)
- Old Dogs (2009)
- The Last Song (2010)